# Dirbaach (Bavigne)
Dirbaach är ett vattendrag i Luxemburg.   Det ligger i distriktet Diekirch, i den nordvästra delen av landet, 40 kilometer nordväst om huvudstaden Luxemburg.
I omgivningarna runt Dirbaach växer i huvudsak blandskog. Runt Dirbaach är det ganska glesbefolkat, med 38 invånare per kvadratkilometer.